# Baizhi
Baizhi är en socken i Kina. Den ligger i provinsen Hunan, i den södra delen av landet, omkring 180 kilometer nordväst om provinshuvudstaden Changsha. Antalet invånare är 25 812. Befolkningen består av 12 623 kvinnor och 13 189 män. Barn under 15 år utgör 13,0 %, vuxna 15-64 år 74 %, och äldre över 65 år 12,0 %.
Runt Baizhi är det tätbefolkat, med 511 invånare per kvadratkilometer. Närmaste större samhälle är Zhoujiadian, 19,6 km sydost om Baizhi. I omgivningarna runt Baizhi växer huvudsakligen savannskog.
Genomsnittlig årsnederbörd är 1 706 millimeter. Den regnigaste månaden är maj, med i genomsnitt 303 mm nederbörd, och den torraste är december, med 32 mm nederbörd.